# Gert Koffeman
Geert (Gert) Koffeman (Hilversum, 14 maart 1948) is een Nederlands voormalig politicus namens het Christen-Democratisch Appèl (CDA).
Van 1 september 1984 tot september 1989 was Koffeman voorzitter van de Algemeen Christelijke Politiebond. Tijdens de Tweede Kamerverkiezingen van 1989 stond Koffeman op de 41e plaats op de kieslijst van het CDA en werd hij verkozen. Hij hield zich onder meer bezig met politiebeleid. Hij verliet de Kamer in 1994.
Tussen 2009 en 2018 was Koffeman lid van de gemeenteraad van Oudewater.
Koffeman is getrouwd. Hij is lid van de PKN.
- Parlement.com: vg09llqfs5zp